# Mail Tribune
El Mail Tribune era un diario de siete días con sede en Medford, Oregón, Estados Unidos, que prestaba servicios en el condado de Jackson, Oregón, y áreas adyacentes del condado de Josephine, Oregón y el norte de California.
El periódico cesó sus operaciones el 13 de enero de 2023. El cierre fue anunciado por Rosebud Media, propietario del periódico, dos días antes. Su área de cobertura se centró en Medford y Ashland e incluía muchas comunidades pequeñas en el condado de Jackson. El periódico también cubrió Central Point, Talent, Eagle Point, Grants Pass y Phoenix, así como Jacksonville y otras ciudades de Rogue Valley.

## Historia
George Putnam compró el Medford Tribune y dos periódicos semanales más pequeños el 2 de abril de 1907. En 1910, compró Medford Mail y lo combinó con el Tribune para crear el Mail Tribune .  Posteriormente vendió el periódico para comprar el Salem Capital Journal. 
El Mail Tribune recibió el Premio Pulitzer de 1934 por Servicio Meritorio, por su cobertura de los políticos corruptos del condado de Jackson.  
Ottaway Newspapers, el predecesor de Local Media Group, compró el periódico de Medford en 1973 y también era propietario del cercano Ashland Daily Tidings.   La empresa fue comprada por Dow Jones, propietario de The Wall Street Journal. Dow Jones fue adquirida por News Corp. Propiedad de Rupert Murdoch
El 4 de septiembre de 2013, News Corp anunció que vendería Dow Jones Local Media Group a Newcastle Investment Corp., una filial de Fortress Investment Group por 87 millones de dólares. Los periódicos serían operados por GateHouse Media, propiedad de Fortress. Por lo tanto, esta venta marcó un cambio significativo en la estructura de propiedad de Dow Jones Local Media Group.
El director ejecutivo de News Corp. y ex editor del Wall Street Journal, Robert James Thomson, indicó que los periódicos "no eran estratégicamente coherentes con la cartera emergente" de la empresa.  GateHouse, a su vez, se acogió al Capítulo 11 de bancarrota preempaquetado el 27 de septiembre de 2013, para reestructurar sus obligaciones de deuda a fin de acomodar la adquisición. 
The Mail Tribune y Ashland Daily Tidings se vendieron a Rosebud Media en 2017 por 15 millones de dólares.
El 21 de septiembre de 2022, el Mail Tribune anunció que descontinuaría su edición impresa y solo la publicaría en línea.The Mail Tribune publicó sus artículos finales en línea el 13 de enero de 2023 y cesó sus operaciones. 

## Secciones especiales
El Mail Tribune contaba con cuatro secciones especiales que se publicaban de manera regular cada semana. La edición de los domingos incluía una sección llamada Tu Vida, con contenido general relacionado con el estilo de vida. Los miércoles se publicaba la sección A La Carte, que destacaba artículos sobre comida. Los viernes se presentaba la sección Oregon Outdoors, que contenía historias locales y regionales sobre actividades al aire libre. Además, la edición de los viernes también incluía Tempo, un suplemento sensacionalista sobre arte y entretenimiento locales.

## Sala de redacción
La sala de redacción Mail Tribune en North Fir Street incluía reporteros, editores asignados y personal multimedia, edición de textos y diseño de páginas, así como un departamento de deportes independiente.